# 比羅章克申 (伊利諾伊州)
比羅章克申（英語：Bureau Junction）是位於美國伊利諾伊州比羅縣的一個村落。

## 地理
比羅章克申的座標為41°17′21″N 89°22′04″W / 41.28917°N 89.36778°W，而該地最高點為海拔高度43米（即141英尺）。

## 人口
根據2010年美國人口普查的數據，比羅章克申的面積為3.90平方千米，當中陸地面積為3.70平方千米，而水域面積為0.20平方千米。當地共有人口322人，而人口密度為每平方千米82人。